# Ilha dos Bandeirantes
A Ilha dos Bandeirantes é uma ilha brasileira do Estado do Paraná, localizada no lago formado pelo rio Paraná devido à represa de Itaipu, não muito longe da divisa com o Estado de São Paulo.